# Наливайченко Валентин Олександрович
Валенти́н Олекса́ндрович Налива́йченко (нар. 8 червня 1966, Запоріжжя, Українська РСР) — український політичний, державний та громадський діяч.
Заступник міністра закордонних справ України (2004—2005), Надзвичайний і Повноважний Посол України в Білорусі (2005—2006), Голова СБУ (в. о. 22 грудня 2006 — 6 березня 2009; 6 березня 2009 — 11 березня 2010; 24 лютого 2014 — 18 червня 2015). Народний депутат України VII та IX скликань. Секретар Комітету Верховної Ради України з питань інтеграції України з Європейським Союзом.
Має 1-й ранг державного службовця та дипломатичний ранг Надзвичайного і Повноважного Посланника першого класу. Учасник Революції гідності (2013—2014), засновник громадського об'єднання «Антикорупційний рух» (вересень 2015 року), лідер партії Громадсько-політичний рух Валентина Наливайченка «Справедливість» (з травня 2016 року по 5 червня 2019 року).

## Біографія
Народився 8 червня 1966 року в Запоріжжі в родині робітника та медсестри.

### Освіта
- 1973—1983 — запорізька загальноосвітня школа № 30. Закінчив із золотою медаллю[4].
- вересень 1983 — червень 1984 — Харківський університет. Закінчив перший курс.
- червень 1984 — травень 1986 — строкова служба в армії СРСР.
- вересень 1986 — червень 1990 — КНУ ім. Шевченка. Закінчив з відзнакою та отримав диплом за фахом викладач та референт-перекладач з англійської мови.
- 1991—1994 — направлений від України як слухач на навчання до Академії зовнішньої розвідки Росії на умовах грошового утримання Україною, звідки був відрахований за власним бажанням і повернувся в розпорядження СБУ.
- 2020 — 2024 — Інститут післядипломної освіти КНУ ім. Шевченка. Закінчив з відзнакою та отримав диплом магістра за спеціальністю право.

Володіє українською, англійською, фінською та російською мовами.

### Кар'єра
- З вересня 1990 року по серпень 1991 — викладач кафедри російської мови у Київському інженерно-будівельному інституті.
- З січня 1992 року по травень 1994 року — заступник директора з економіки, маркетингу та менеджменту ПП «Якість», Запоріжжя.

#### Дипломатична служба
Присвятив 12 років дипломатичній службі, обіймав керівні посади в Міністерстві закордонних справ та дипломатичних представництвах України за кордоном.
- 1994—1997 — працював у Посольстві України в Фінляндії, за сумісництвом у Данії та Норвегії, на посадах другого, першого секретаря.
- 1998—2001 — перший секретар, радник, заввідділу консульського забезпечення інтересів фізичних і юридичних осіб, заступник начальника Консульського управління Департаменту консульської служби МЗС України.
- 2001—2003 — працював у Вашингтоні, Генеральний консул посольства України у США.

Під час подій 11 вересня 2001 року координував зусилля Посольства для захисту родин українських дипломатів у Вашингтоні та Нью-Йорку, організовував допомогу громадянам України, які перебували в місцях терористичних атак.
- 2003—2004 — директор Департаменту консульської служби МЗС України.
- 2004—2008 — заступник міністра закордонних справ України, член Комісії при Президентові України з питань громадянства, глава делегації України на переговорах з Єврокомісією щодо підписання угод про спрощення візового режиму та про реадмісію з країнами-членами ЄС.
- 2005 — посол України в Білорусі.[6]

### Діяльність у сфері національної безпеки

#### Період керівництва СБУ (2006—2010 роки)
З грудня 2006 року до березня 2010 року — голова Служби Безпеки України.
СБУ на чолі з Наливайченком розпочала активну роботу для реалізації євроатлантичної стратегії України.
За часів головування Наливайченка СБУ розсекретила та відкрила вільний доступ до історичних архівів. Люди отримали доступ до розсекречених справ та документів членів їхніх родин, які переслідувалися радянським тоталітарним режимом. Проведено масштабну роботу з визнання Голодомору в Україні (1932—1933) геноцидом Українського народу, організованим владою СРСР.
В грудні 2009 року за ініціативи Наливайченка у односторонньому порядку денонсовано протокол про співробітництво між СБУ та ФСБ, згідно з яким представники російської спецслужби могли вільно перебувати та працювати на території Криму. Цей протокол діяв з 2000 року і не відповідав законодавству України.
Після відставки Наливайченка з посади голови СБУ нове керівництво відновило дію відповідної угоди.
У 2007 році СБУ встановила факти неправомірного збагачення родини судді Конституційного Суду України Сюзанни Станік., тодішнього міністра транспорту Миколи Рудьковського та судді Ігоря Зварича.
У липні 2009 року співробітники СБУ затримали колишнього начальника Управління кримінального розшуку МВС України, генерал-лейтенанта Олексія Пукача.. 2013 року генерала Пукача визнано винним в умисному вбивстві журналіста Георгія Гонгадзе та засуджено до довічного ув'язнення.
За матеріалами СБУ протягом 2007—2009 років ухвалено судові рішення про заборону діяльності та примусовий розпуск ряду організацій екстремістського та сепаратистського спрямування, які діяли на території України під контролем іноземних спецслужб, також сформовано перші українські списки персон «нон ґрата».[джерело не вказане 2193 дні]

#### Період керівництва СБУ (2014—2015)
22 лютого 2014 Верховна Рада 299 голосами призначила Валентина Наливайченка уповноваженим з контролю за діяльністю СБУ.
24 лютого 2014 року Верховна Рада України призначила Наливайченка головою Служби безпеки України.
Наливайченко ініціював денонсацію (в односторонньому порядку) міжнародних міжвідомчих договорів, які на той час були укладені між СБУ і спецслужбами РФ. Окрім цього, Наливайченко ініціював денонсацію Угоди між Кабінетом Міністрів і Урядом РФ про заснування та умови діяльності інформаційно-культурних центрів, згідно з якою на території України при Посольстві РФ в Україні, а також Генеральних консульствах РФ у Харкові, Одесі та Львові діють представництва Російського центру міжнародного наукового і культурного співробітництва.
Ініціатива обумовлена використанням представництв Центру для координації діяльності громадських об'єднань проросійської спрямованості з метою дестабілізації суспільно-політичної ситуації в Україні. Неодноразово виступав за розрив дипломатичних відносин між Україною та РФ, розірвання Угоди про дружбу, співробітництво та партнерство між Україною та РФ.
На початку 2014 року проведено наймасштабнішу «кадрову чистку» серед генералітету та вищого офіцерського складу СБУ: звільнено всіх діючих та призначено нових заступників голови СБУ, керівника Антитерористичного центру, керівників функціональних підрозділів Центрального управління СБУ та регіональних органів Загалом звільнили 24 % особистого складу служби.
Бійців добровольчих батальйонів почали залучати до проходження військової служби в Центрі спеціальних операцій СБУ.
Створено Громадську раду з питань очищення та оновлення СБУ до роботи якої запрошено громадських діячів, експертів, журналістів. Наливайченко першим серед керівників центральних органів виконавчої влади пройшов перевірку згідно з Законом України «Про очищення влади», а також став єдиним керівником спецслужб, який розсекретив та оприлюднив у відкритому доступі матеріали власної особової справи.
З березня 2014 року СБУ розпочала збір доказів протиправної діяльності представників правоохоронних органів в період Революції Гідності. Після зустрічі Наливайченка з адвокатами та родичами героїв Небесної сотні створено оперативну групу для взаємодії зі слідчими ГПУ та передано задокументовані докази т. зв. «російського сліду» у трагічних подіях на Майдані.
На початку військової агресії РФ проти України СБУ знешкодила десятки ворожих диверсійно-розвідувальних груп, попередила численні терористичні акти в різних регіонах України, припинила діяльність низки особливо небезпечних екстремістських угруповань. З лютого 2014 року — по квітень 2015 року, згідно з матеріалами пресцентру СБУ, викрито 16 саботажних мереж ГРУ та ФСБ РФ, припинено розвідувальну діяльність 11 кадрових співробітників ГРУ ГШ ЗС та СЗР РФ, порушено більш ніж 3000 кримінальних проваджень.
На початку вересня 2014 року за рішенням голови СБУ В. Наливайченка створено Міжвідомчий центр допомоги громадянам в питаннях звільнення полонених, заручників та винайдення зниклих безвісти.
За період 2014—2015 р.р. завдяки діяльності Центру звільнено 2716 незаконно захоплених українських громадян.[джерело не вказане 2193 дні]
Добровільно відмовився від статусу «учасника бойових дій». Міжвідомча комісія з питань розгляду матеріалів про визнання учасниками бойових дій, розглянула та задовільнила відповідне особисте подання від В.Наливайченка на початку 2015 року.
У 2024 році ексголова СБУ Валентин Наливайченко в інтерв'ю для The New York Times розкрив деталі відродження СБУ після Революції Гідності у 2014 році та співпраці з ЦРУ.

##### Справи проти Наливайченка
2013 року на підставі звернення народних депутатів України від КПУ Генеральна прокуратура України розпочала кримінальне провадження стосовно В. Наливайченка. Народні депутати повідомляли у своєму зверненні про те, що під час перебування на посаді Голови СБУ, Наливайченко виділив для користування співробітникам ЦРУ кабінети в приміщенні СБУ, а також надав співробітникам американської спецслужби можливість ознайомитися із секретними документами, вміст яких становить державну таємницю України. Сам Наливайченко назвав це «доносом комуністів» та «шизоїдним НКВДизмом». 2014 року нове керівництво ГПУ цю справу припинило.
2014 року Слідчий комітет Російської Федерації розпочав проти Наливайченка досудове розслідування про нібито вчинення особливо тяжких злочинів за чотирма статтями Кримінального кодексу РФ.
21 вересня 2017 року, Головним слідчим управлінням СБУ почато розслідування щодо фактів незаконного перетину кордону ексголовою СБУ В. Наливайченком у 2014—2015 р.р. За версією слідства, у 2014—2015 р.р. співробітниками СБУ організовано незаконний перетин державного кордону України одним із колишніх керівників СБУ, який разом з лідером ОО «Український вибір» В. Медведчуком здійснив декілька візитів до Російської Федерації без проходження митного та прикордонного контролю.
25 вересня з аналогічними звинуваченнями на адресу В. Наливайченка в ефірі телеканалу «112» виступив лідер партії «За Життя!» Вадим Рабинович.
За словами Наливайченка, ця справа проти нього є цілком сфабрикованою та політично вмотивованою.
У липні 2024 року Басманний районний суд Москви заочно заарештував ексголову СБУ Валентина Наливайченка. Наливайченка звинувачують у застосуванні заборонених засобів і методів ведення війни (частина 1 статті 356 КК). За словами журналістів, суд виніс рішення про його заочний арешт 09.07.2024  .

## Політична кар'єра
Після обрання В. Януковича Президентом України, у березні 2010 року Валентин Наливайченко пішов з посади голови СБУ та виступив із категоричною незгодою щодо підписання Україною т. зв. «Харківських угод», згідно з якими терміни перебування ЧФ Росії на території України пролонговувалися до 2042 року.

### 2010—2014
У травні 2010 оголосив про створення та початок діяльності громадської ініціативи «Оновлення країни».
У вересні 2010 вступив до партії «Наша Україна», став головою політради партії. Від початку створення організації «Комітет опору диктатурі», став активним учасником опозиційного руху та виступив з ідеєю формування єдиного виборчого списку опозиції на парламентських виборах 2012 року.
Навесні 2012 року склав повноваження голови політради, припинив членство в «Нашій Україні» та приєднався до політичної партії «УДАР Віталія Кличка».
12 грудня 2012 року Валентина Наливайченка обрано народним депутатом України. Протягом VII скликання ВРУ: член депутатської фракції Політичної партії «УДАР», перший заступник Голови Комітету Верховної Ради України у закордонних справах, член Постійної делегації у Парламентській асамблеї Організації з безпеки та співробітництва в Європі, керівник депутатської групи Верховної Ради України з міжпарламентських зв'язків з Фінляндією та співголова міжфракційного депутатського об'єднання «Європейський вибір».
Працює за такими напрямами:
- європейська інтеграція, наближення підписання Угоди про Асоціацію з ЄС, зону вільної торгівлі і лібералізацію візового режиму для громадян України;
- верховенство права і дотримання громадянських свобод, реформування системи судочинства;
- антикорупційні реформи, боротьба з розкраданням бюджету та відмиванням коштів;
- персональна відповідальність посадових осіб усіх рівнів, скасування чиновницьких пільг та привілеїв;
- зміцнення місцевого самоврядування, розширення повноважень місцевих громад.

2013 року був учасником та співорганізатором політичних заходів на підтримку Ю. Тимошенко в Німеччині. В ході візиту делегації українських опозиційних політиків до німецького Бундестагу, виступив із закликом до припинення політичних репресій режиму Януковича проти лідерів української опозиції.
З перших днів Євромайдану Наливайченко став його активним учасником. Був організатором зустрічей делегацій Литви та Польщі з учасниками протестних акцій. Брав активну участь у нічних чергуваннях народних депутатів та охороні наметового містечка від нападів «тітушок» та правоохоронців. Сприяв визволенню затриманих активістів із Лук'янівського СІЗО. Брав участь у заходах на підтримку незаконно переслідуваних активістів у Шевченківському та Оболонському районних судах м. Києва.
Під час прийняття «Диктаторських законів Януковича», був серед депутатів, хто блокував трибуну й намагався заблокувати прийняття «законів».

### 2014—2018
Після тривалого періоду непорозумінь із Президентом України П. Порошенком, 18 червня 2015 року пропрезидентська коаліція в ВРУ приймає рішення про відставку В.Наливайченка з посади Голови СБУ.
За інформацією ЗМІ, за відставку Наливайченка з посади голови СБУ депутатам пропонувалися гроші.
Одразу після свого звільнення з СБУ В. Наливайченко виступає із серією публічних корупційних звинувачень на адресу керівництва Генеральної прокуратури України, Національного банку України, Державної фіскальної служби України, а також керівників фракції БПП у Верховній Раді України.
У жовтні 2015 року, під час засідання Комітету ВРУ по боротьбі з оргзлочинністю та корупцією, виступив зі звинуваченнями на адресу нардепа від БПП Ігоря Кононенка щодо вчинення корупційних дій та відмивання коштів..
2016 — заснував громадсько-політичний рух «Справедливість», очолював цю політичну партію до травня 2019 року. Безпартійний.
Паралельно, разом із відомими активістами та волонтерами Наливайченко реалізує низку проєктів з допомоги силам АТО. Зокрема, на передову передано 7 сучасних житлово-санітарних модулів; закуплено й відправлено майже 100 тонн продуктів харчування та понад 100 засобів для обігріву; відремонтовано 27 одиниць військової техніки; придбано 12 квадрокоптери та 4 дрони для «Центру аеророзвідки Марії Берлінської». У межах спільного проєкту з ПДМШ: надано медичні послуги понад 30 000 пацієнтів у зоні АТО, обстежено 3038 дітей; проведено 35 ротацій, у яких взяло участь понад 400 медиків-добровольців.
14 листопада 2017 — вирушив до США, маючи на меті посилення санкцій проти РФ. Наступного дня заявив, що його поїздка до Вашингтону пов‘язана з розслідуванням причетності українських високопосадовців до офшорів, незаконного збагачення і несплати податків в Україні..
10 вересня 2017 — підтримав Саакашвілі під час його прориву кордону України в обхід пункту пропуску, разом із ним перетнув кордон. 8 грудня Мостиський районний суд Львівської області оштрафував Наливайченка на 3,4 тис. грн за незаконний перетин кордону в пункті пропуску «Шегині» 10 вересня. За це також був внесений до бази «Миротворець».
2017—2018 р.р. публічно виступає на захист М.Саакашвілі та як співорганізатор разом із «Справедливістю» бере участь у опозиційних заходах спільно з «Рухом нових сил».
На думку Наливайченка, переслідування експрезидента Грузії в Україні є безпідставним та незаконним.
Впродовж 2015—2018 р.р. активно співпрацює з представниками політичного істеблішменту США над посиленням санкцій стосовно РФ, реформуванням антикорупційної політики України, наданням Україні фінансової, оборонної та технічної допомоги, летальної зброї тощо. Як лідер партії «Справедливість» В. Наливайченко підтримує партнерські стосунки із партіями опозиційного націонал-демократичного спектра: «Батьківщина», «Самопоміч», «РНС», «УКРОП», «Громадянська позиція А. Гриценка».
Згідно з результатами соціологічних досліджень, проведених у період з 26 липня по 17 серпня 2018 року по всій території України, президентський рейтинг Наливайченка становив 3,9 %.
Наприкінці 2018 року Наливайченко відвідав Велику Британію, де презентував власний «Азовський пакет санкцій».
Разом з командою журналістів BBC News Gabriel Gatehouse та Neal Razzell підготував матеріал про злочини проти учасників Революції гідності, про снайперів, про втручання Росії, її вплив на тодішнє керівництво України та про окупацію Криму.

### 2019—2021
Кандидат у народні депутати від ВО «Батьківщина», обраний на парламентських виборах 2019 року, № 3 у списку. Радник ТОВ «ПАЛ».
Секретар Комітету Верховної Ради України з питань інтеграції України з Європейським Союзом у Верховній Раді України IX скликання (з 29 серпня 2019 року).
Обраний заступником голови депутатської групи Верховної Ради з міжпарламентських зв'язків з США. Це ухвалено на організаційному засіданні групи 19 вересня.
Обраний заступником голови Тимчасової слідчої комісії Верховної Ради України з розслідування можливих фактів порушення законодавства під час відчуження об'єктів державної власності України, розташованих за кордоном .
Згідно з даними інформагентства «Слово і діло», за час перебування Наливайченка на посаді голови СБУ, він виконав 66 % обіцянок.
У березні 2021 року Валентин Наливайченко опублікував дані та свою оцінку про анексію Криму, описав хронологію подій 2010—2014 років, назвав три етапи здачі Криму, імена винних та розповів про роботу СБУ у цей період.

## Критика
У декларації за 2013 рік Наливайченко не вказав квартиру своєї дружини, площею 379 квадратних метрів, яку їй подарував покійний батько.

## Особисте життя
Валентин Наливайченко одружений, виховує доньку Ольгу Наливайченко. Дружина — Олена Наливайченко.

## Нагороди та відзнаки
- Орден князя Ярослава Мудрого IV ступеня (17 лютого 2010) — за значні особисті заслуги у захисті державних інтересів України, активну діяльність у висвітленні правди про трагічні сторінки історії України, багаторічну сумлінну працю[72].
- Орден князя Ярослава Мудрого V ступеня (22 червня 2007) — за вагомий особистий внесок у розвиток конституційних засад української державності, багаторічну сумлінну працю, високий професіоналізм та з нагоди Дня Конституції України[73].
- Командорський хрест почесного ордену «За заслуги перед Литвою» (липень 2009).